# مدن مختارة من قبل الحكومة (اليابان)
| تقسيمات اليابان الإدارية |
| مستوى المحافظة |
| --- |
| محافظات (都道府県 تو دو فو كين) |
| مستوى أقسام المحافظة |
| فروع المحافظات (支庁 شي تشو) مقاطعات (郡 غون) |
| مستوى الحكومات المحلية |
| |
| مدن معرفة (政令指定都市 سيه ريه شي تيه تو شي) مدن نواة (中核市 تشوكاكو شي) مدن خاصة (特例市 توكو ريه شي) مدن (市 شي) أحياء خاصة (طوكيو) (特別区 توكو بيتسو كو) بلدات (町 تشو, ماتشي) قرى (村 صون, مورا) |
| مستوى أقسام الحكومات المحلية |
| أحياء (区 كو) |

المدينة المختارة من قبل الحكومة (باليابانية: 政令指定都市 سيريه شيته توشي) أو اختصاراً مدينة معرفة أو مدينة مختارة هي مدينة يابانية يبلغ تعداد سكانها أكثر من 500 ألف نسمة وتم اختيارها بموجب قرار حكومة اليابان تحت الفقرة 252، القسم 19 من قانون الإدارة المحلية الياباني .
تمنح المدن المختارة العديد من الصلاحيات الإدارية التي تمنح لحكومات للمحافظات في مجالات التعليم، الصحة، النقل، الأعمال، وتخطيط المدن. حيث يكون لحكومة المدينة المحلية صلاحيات كبيرة ضمن نطاقها بينما يكون لحكومة المحافظة التي تتبع لها هذه المدينة الصلاحيات على القرارات الرئيسية. مثلاً، من الممكن لحكومة المدينة أن تعطي تراخيص للعيادات الصغيرة ومحلات بيع الأدوية، أما تراخيص المستشفيات والصيدليات الكبيرة فيجب أن تمنح من مجلس المحافظة.
يفرض على المدن المختارة أن تقسم إلى أحياء، لكل منها مجلس إدارة حي يتبع لمجلس إدارة المدينة، ويقوم بمهام مثل جباية الضرائب بالإضافة لبعض الأعمال الأخرى. لا يتبع لهذا النظام أحياء طوكيو الخاصة على اعتبار أن طوكيو هي محافظة وأحيائها الخاصة تعتبر بمثابة مدن.

## قائمة المدن المختارة
قائمة المدن في الأسفل مرتبة بحسب تاريخ الحصول على التعريف الحكومي لاختيار المدينة. غالباً تصدر قرارات التعريف في الأول من أبريل م العام على اعتباره يوم بداية السنة المالية في اليابان.
- كوبه (1956)
- كيوتو (1956)
- ناغويا (1956)
- أوساكا (1956)
- يوكوهاما (1956)
- (1963)
- فوكوكا (1972)
- كاواساكي (1972)
- سابورو (1972)
- هيروشيما (1980)
- سينداي (1989)
- تشيبا (1992)
- سايتاما (2003)
- (2005)
- ساكاي (2006)
- نييغاتا (2007)
- هاماماتسو (2007)

من المخطط أن تصبح مدينة أوكاياما مدينة مختارة في عام 2009, ويخطط لمدينة كوماموتو  ومدينة ساغاميهارا أن تصبحا مدن مختارة في عام 2010 نتيجة الاندماجات القادمة.